# 명사초등학교 해금강분교
명사초등학교 해금강분교는 현재 폐교된 경상남도 거제시 남부면 해금강로 119-1 (갈곶리)에 있었던 초등학교 분교이다.

## 연혁
- 1932년 11월 5일 갈곶사설강습소 설립
- 1949년 12월 26일 명사국민학교 갈곶분교장 개편 인가
- 1954년 4월 10일 갈곶국민학교 승격
- 1961년 4월 1일 해금강국민학교로 변경
- 1973년 3월 12일 병설유치원 설립인가
- 1994년 3월 1일 명사국민학교 해금강분교장
- 1999년 3월 1일 폐교